# Lucrèce (dame romaine)
Pour les articles homonymes, voir Lucrèce (homonymie) et Lucretius Tricipitinus.
Lucrèce (Lucretia en latin) est l'épouse de Tarquin Collatin, homme fort et proche du roi Tarquin. Après avoir été violée par Sextus Tarquin, fils du roi, la jeune femme se donne la mort. C'est à la suite de cet événement tragique que Rome serait passée de la monarchie à la République, en 509 av. J.-C. Tout comme pour son mari, Tarquin Collatin, et la plupart des événements de son temps, la réalité de son existence historique et de ses actions nous échappe, nos sources lacunaires présentant par ailleurs des récits et des traditions considérablement tardifs et déformés. L'histoire de Lucrèce fait partie des récits légendaires entourant le passage de la royauté à la République.

## Présentation
Lucrèce est une femme renommée pour sa beauté et plus encore pour sa vertu, fille de Spurius Lucretius Tricipitinus et l'épouse de Lucius Tarquinius Collatinus. Pendant le siège d'Ardée, les fils du roi et leurs compagnons dont Tarquin Collatin se rendent à Rome pour observer la conduite de leurs épouses. Les belles-filles du roi partagent un fastueux festin alors que Lucrèce file la laine avec ses servantes. Sextus Tarquin, l'un des fils du roi Tarquin le Superbe, en conçoit un désir coupable. Venu en hôte chez Tarquin Collatin, il tente de séduire Lucrèce mais celle-ci refuse de céder à ses avances. Sextus la menace alors avant de la violer, commettant ainsi deux crimes d'un coup (contre une dame romaine et contre les lois de l'hospitalité). Selon la version de Tite-Live, elle cède car il menace de la tuer et de mettre dans son lit un esclave mort, avec qui elle aurait commis l'adultère, comble de l'infamie. Après le départ de Sextus Tarquin, Lucrèce fait venir son père, avec Publius Valerius Publicola, et son mari, ce dernier accompagné de Lucius Junius Brutus. Lucrèce, après leur avoir expliqué le forfait du prince et avoir réclamé vengeance, se suicide avec un couteau qu'elle tenait caché.
Lucrèce est un exemplum (histoire d'une personne dont les actes sont dignes d'être imités), car elle ne veut pas donner l'exemple d'une femme qui aurait survécu au déshonneur (Tite-Live rapporte ses dernières paroles : nec ulla deinde impudica Lucretiae exemplo vivet ! — « nulle femme impudique ne pourra ainsi vivre en se réclamant de l'exemple de Lucrèce ! »).
Le récit de Denys d'Halicarnasse diverge quelque peu de celui de Tite-Live concernant la mort de Lucrèce. Cette dernière se suicide dans les bras de son père en présence de Valerius Publicola et c'est ce dernier qui prévient son mari et Brutus.

## Conséquences et légende
Ensuite, les hommes qui entourent Lucrèce, surtout Lucius Junius Brutus, commencent à ameuter la population et à marcher sur Rome. Ayant rejoint la capitale, ils soulèvent le peuple contre la famille royale et mettent fin à la royauté. Tarquin le Superbe, alors absent de Rome, revient en hâte, mais lorsqu'il arrive, les portes de la ville lui sont fermées et il est condamné à l'exil.
C'est à la suite du viol de Lucrèce que Rome serait passée de la monarchie à la République, en 509 av. J.-C., comme le signalent de nombreux auteurs antiques, par exemple Tite-Live,,,,.

## Représentation dans les arts

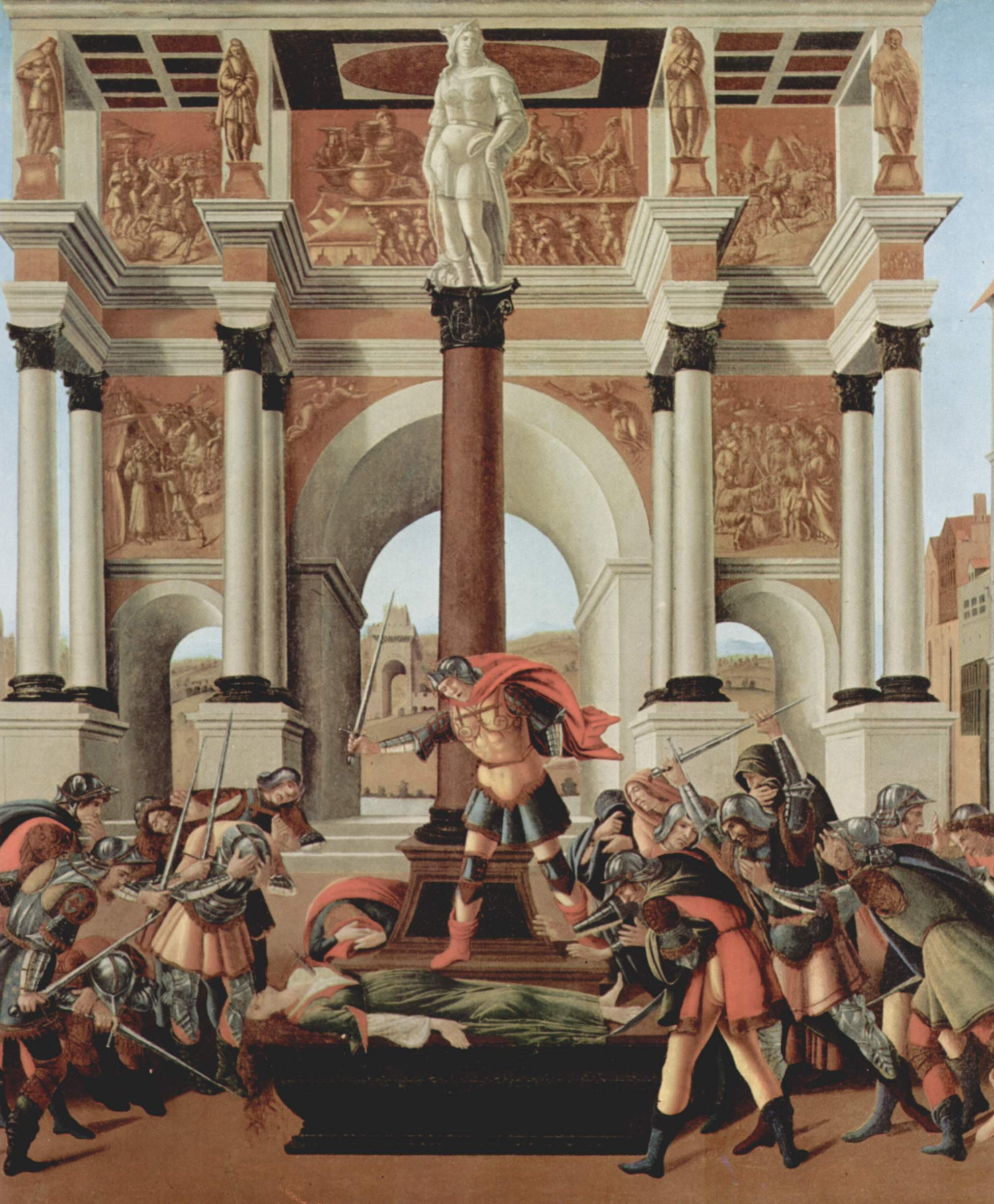
Sandro Botticelli, La Tragédie de Lucrèce.

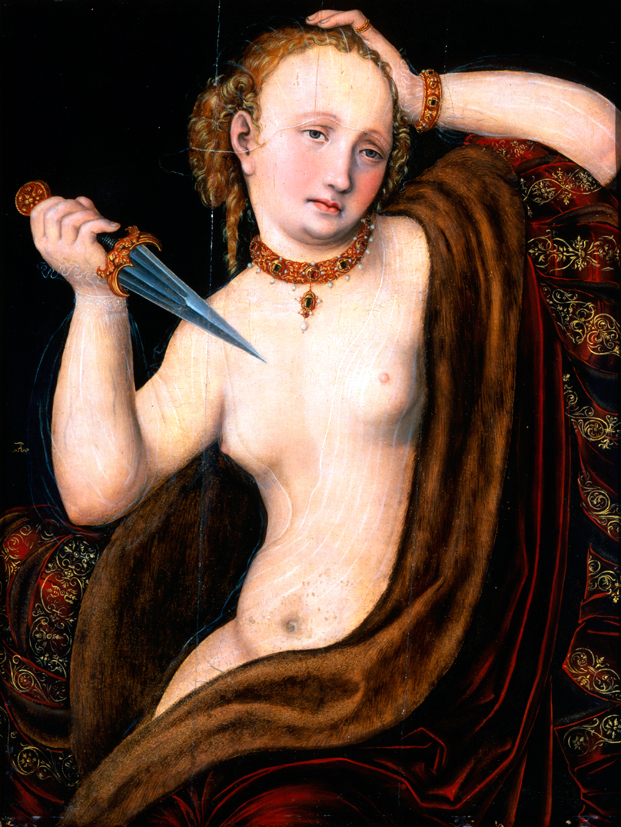
Lucas Cranach l'Ancien.

Le viol et la mort de Lucrèce ont inspiré un grand nombre d'artistes, particulièrement en peinture au XVIe siècle :

### Arts graphiques
Peinture

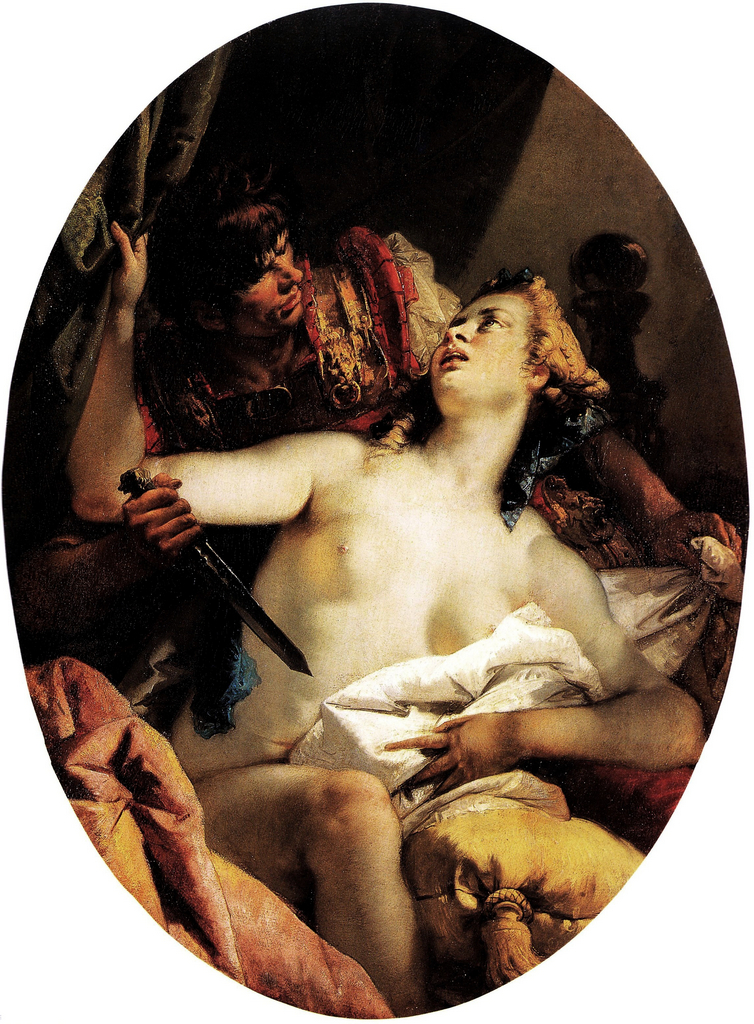
Lucrèce et Tarquin, 1750,
Giambattista Tiepolo
Augsbourg, Staatsgalerie Altdeutsche Meister.

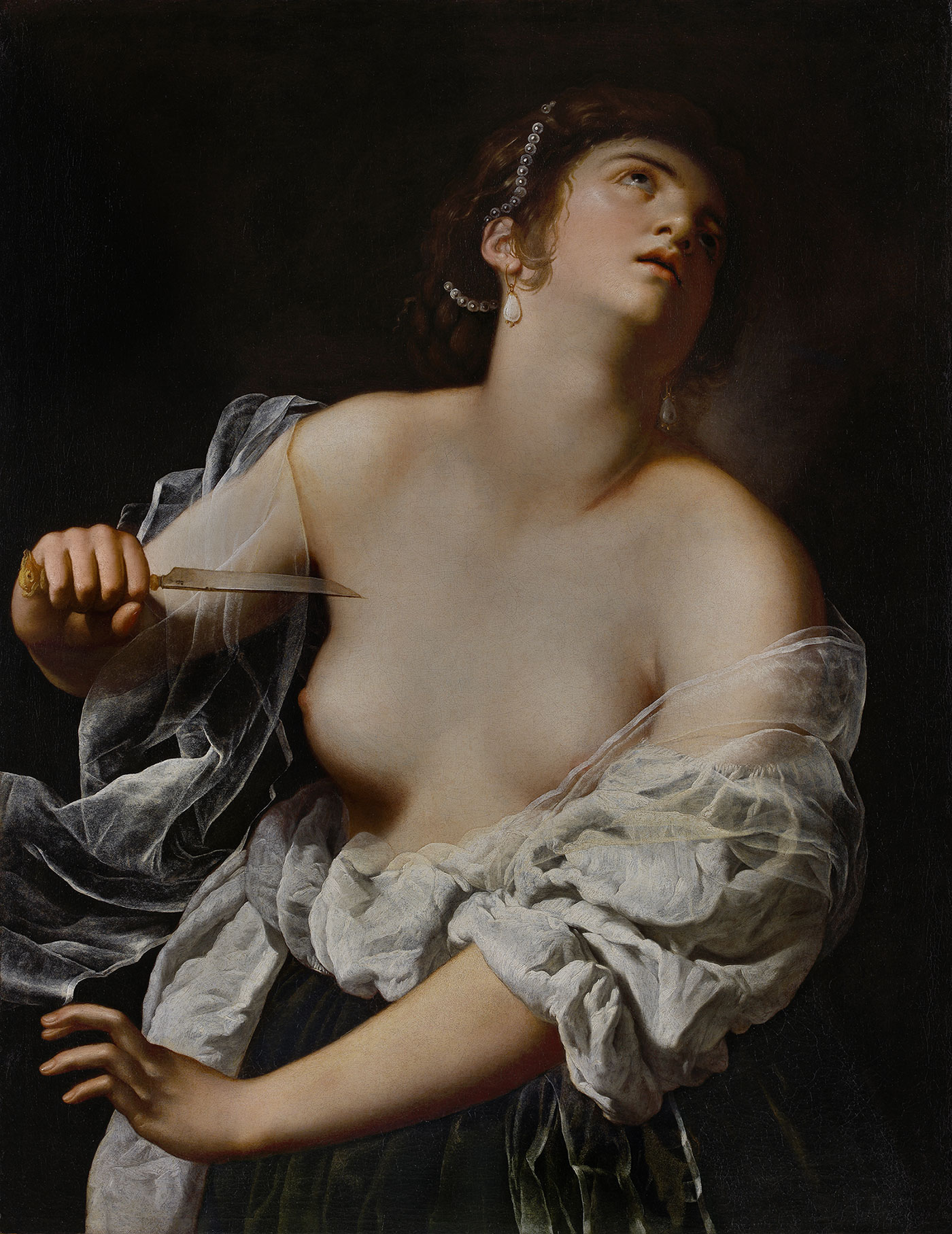
Artemisia Gentileschi, Lucrèce (1627 ?).

- Sandro Botticelli, La Tragédie de Lucrèce, vers 1498 (musée Isabella Stewart Gardner, Boston) ;
- Le Sodoma, La Mort de Lucrèce, 1513 ;
- Titien, Tarquin et Lucrèce, 1515 (Kunsthistorisches Museum, Vienne) ;
- Albrecht Dürer, Viol de Lucrèce, 1518 ;
- Albrecht Dürer, Le Suicide de Lucrèce, 1518 (Alte Pinakothek, Munich) ;
- Joos van Cleve, Lucrèce, vers 1525 ;
- Lucas Cranach l'Ancien, Lucrèce, 1533 ;
- Lorenzo Lotto Lucrèce, 1533 (The National Gallery, Londres) ;
- Jörg Breu l'ancien, Le Viol de Lucrèce, 1537
- Parmigianino, Lucrèce, 1540
- École flamande, Lucrèce se donnant la mort, première moitié du XVIe siècle (Musée des Beaux-arts, Beaune)[14] ;
- Michele Tosini, Léda, vers 1560-1570 (Galerie Borghese, Rome) ;
- Véronèse, Le Suicide de Lucrèce, vers 1583 (Kunsthistorisches Museum, Vienne) ;
- Jan Matsys (entourage de), Tarquin et Lucrèce, vers 1550 (palais des beaux-arts, Lille) ;
- Artemisia Gentileschi, Lucrèce (1620-1650), série de quatre tableaux dont trois représentent Lucrèce avant son suicide et le quatrième son viol par Sextus Tarquin
- Simon Vouet, Viol de Lucrèce, vers 1625 ;
- Willem de Poorter, Lucrèce à l'ouvrage, 1633 (Musée des Augustins, Toulouse) ;
- Claude Vignon La Mort de Lucrèce, vers 1640 (musée du château, Blois) ;
- Charles-Alphonse Du Fresnoy La Mort de Lucrèce, 1650 ;
- Guido Cagnacci La Mort de Lucrèce, vers 1657 (Musée des beaux Arts, Lyon)
- Rembrandt, Lucrèce, 1664 (National Gallery of Art, Washington) ;
- Jan Sanders van Hemessen Tarquin et Lucrèce, vers 1675 (palais des beaux-arts de Lille) ;
- Sebastiano Ricci, Le Suicide de Lucrèce, fin années 1680 (musée Magnin, Dijon) ;
- Sebastiano Ricci, Le Viol de Lucrèce, fin années 1680, (Dayton Art Institute) ;
- Jacques Blanchard, La Mort de Lucrèce, XVIIe siècle (musée des beaux-arts, Nantes) ;
- Guido Reni, Lucrèce, XVIIe siècle (National Museum of Western Art, Tokyo) ;
- Jacques Stella, Tarquin et Lucrèce, XVIIe siècle (localisation inconnue) ;
- Giambattista Tiepolo, Lucrèce et Tarquin, 1750, Augsbourg, Staatsgalerie Altdeutsche Meister[15] Utpictura 18
- Andrea Casali, Lucrèce pleurant sa disgrâce, vers 1761 (Louvre) ;
- Gavin Hamilton, Le Serment de Brutus, 1764 (Wadsworth Atheneum, Hartford) ;
- Jacques-Antoine Beaufort, Brutus, Lucretius et Collatinus jurent de venger la mort de Lucrèce, 1771 (musée Frédéric-Blandin, Nevers) ;
- Antonio Zanchi, La mort de Lucrèce, vers 1775 (musée Antoine Lécuyer, Saint-Quentin) ;
- Jérôme Prud’homme La Mort de Lucrèce, 1784 (musée des beaux-arts de Saint-Quentin) ;
- Giuseppe Cades, La Vertu de Lucrèce (Sextus Tarquin et Collatin chez Lucrèce), avant 1789 ;
- Jean-Honoré Fragonard, Mort de Lucrèce, XVIIIe siècle ;
- Ludovico Mazzanti, Lucrèce, XVIIIe siècle (musée d'art du comté de Los Angeles) ;
- Vincenzo Camuccini, La Vertu de Lucrèce (Sextus Tarquin et Collatin chez Lucrèce), vers 1825 ;
- Édouard Cabane Le serment de Brutus, vers 1880 (musée des beaux-arts de Bordeaux) ;
- Balthus, Lucrèce et Tarquino, vers 1952-53, aquarelle ;

Gravure et dessin
- Niklaus Manuel Lucretia, 1517, Kunstmuseum Basel ;
- Georges Reverdy Tarquin et Lucrèce, première moitié du XVIe siècle
- Noël Le Mire, La Mort de Lucrèce, d'après Andrea del Sarto, XVIIIe siècle (Victoria and Albert Museum de Londres).

### Littérature
- Le viol de Lucrèce est raconté par Tite-Live à la fin du livre premier (chap. 58-60) de son Histoire romaine
- et aussi par Denys d'Halicarnasse dans ses Antiquités romaines.
- Ovide, Fastes: II,725
- Saint Augustin, associe Lucrèce aux martyres chrétiennes dans La Cité de Dieu (livres I et II)[16].
- De mulieribus claris de Boccace parle de femmes historiques et mythologiques et cite Lucrèce
- Avec la figure de Judith, la figure de Lucrèce est fondamentale dans l'auto-analyse que fait Michel Leiris de son rapport aux femmes dans L'Âge d'Homme.
- Aurelius Victor et l'abbé Lhomond évoquent l'histoire de Lucrèce dans la Vie des hommes illustres, 9.
- Elle est également citée parfois comme l'une des Neuf Preuses[pas clair].

#### Poésie
- Dante la cite dans la Divine Comédie ;
- William Shakespeare, pour un long poème, Le Viol de Lucrèce (The Rape of Lucrece). Il s'inspire aussi du pari des maris sur la moralité des épouses dans La Mégère apprivoisée.

#### Théâtre
- Nicolas Machiavel reprend en la modifiant la figure de Lucrèce dans La Mandragore (1520)
- Nicolas Filleul, pour une tragédie Lucrèce, 1566 ;
- Pierre Du Ryer pièce de théâtre Lucrèce (1637)
- Urbain Chevreau La Lucrèce romaine (1638)
- Nicolas Pradon pièce de théâtre Tarquin (1682)
- Tragédie sur la mort de Lucrèce, Manuscrit anonyme n°25508 de la BNF
- Joan Ramis, pièce de théâtre Lucrècia (1769)
- André Obey, pour une pièce de théâtre, Le Viol de Lucrèce ;
- Jean Giraudoux, pour une pièce de théâtre, Pour Lucrèce
- Magí Sunyer i Molné (ca), pièce de théâtre, Lucrècia (2006)
- Angélica Liddell, pièce de théâtre, You are my destiny (2014)

### Musique
- Georg Friedrich Haendel (1685-1759). Lucrezia, cantate pour voix de soprano et basse continue HWV 145
- Michel Pignolet de Montéclair (1667-1737). La morte di Lucretia, cantate à voix seule, deux dessus et basse
- The Sisters of Mercy (1987). Lucretia, My Reflection

#### Opéra
- Benjamin Britten, pour un opéra, Le Viol de Lucrèce (The Rape of Lucretia) d'après la pièce d'André Obey.

### Sculpture
- Lucrèce est représentée morte après son suicide en parallèle avec Cléopâtre (musée national d'art de Catalogne, Barcelone)
- Gustave Moreau, Lucrèce, cire, Paris, musée Gustave Moreau.

### Film
- Elsa Zylberstein dans le rôle de Lucreza dans le film, Combat d'amour en songe (2000). Film franco-luso-chilien réalisé et par Raoul Ruiz et sorti en 2000.

### Art contemporain
- Lucrèce figure parmi les 1 038 femmes référencées dans l'œuvre d’art contemporain The Dinner Party (1979) de Judy Chicago ; son nom y est associé à Hatchepsout[17].